# Morris
|  | Per a altres significats, vegeu «Morris (desambiguació)». |

Morris   (Kortrijk, 1 de desembre de 1923 - Brussel·les, 16 de juliol de 2001) pseudonim de Maurice de Bévère, fou un dibuixant i guionista de còmics belga. La seva creació més important és el personatge de Lucky Luke, que va crear el 1946, les aventures del qual va dibuixar pràcticament durant tota la seva carrera. No fou fins al 1955 que va començar a treballar amb el guionista René Goscinny, amb qui va col·laborar fins a la mort d'aquest el 1977. Morris morí d'una embòlia (vessament cerebral) després d'una caiguda accidental el 2001. Morris va crear una franquícia amb el seu personatge, amb pel·lícules (animades o no) inspirades en ell, sèries de televisió, cançons i videojocs. Fins i tot la mort de Morris no va impedir que el "pobre vaquer solitari" continuès cavalcant, amb nous àlbums produïts pels seus successors. L'èxit de la sèrie és comparable als de Tintin d'Hergé i Asterix de Goscinny i Albert Uderzo.

## Biografia
Maurice de Bévère, Morris, va néixer a la ciutat de Countray a Bèlgica l'any 1923. Morris era flamenc i conseqüentment parlava en neerlandès. Habitualment no se'l considera un artista flamenc, perquè "Lucky Luke" va ser publicat originalment en francès i en col·laboració amb guionistes i editors de parla francesa. Molta gent va assumir que era un való, inclosos els que escrivien llibres, assaigs o exposicions organitzades sobre autors flamencs. Sovint, el seu nom va ser oblidat, ignorat o passat per alt. No obstant, Morris és, efectivament, l'artista de còmics flamenc més venut del món. Va estimar el seu país i va donar a Lucky Luke un vestit que utilitza els colors de la bandera belga (negre, groc i vermell). El negoci de la seva família era el de fabricants de pipes.
De molt petit ja es va interessar pel dibuix. Comprava revistes com Robinson, Hop-là i Mickey Mouse Weekly i va ser fortament influenciat per Hergé, Walt Disney, Floyd Gottfredson, Harold Knerr i Elzie Crisler Segar. Dels dibuixos animats de Disney en guardava una gran quantitat de documentació. Una altra influència en la posterior obra de Morris va ser el pintor Henri de Toulouse-Lautrec.
Després d'acabar el batxillerat va estudiar un any de la carrera de dret, amb l'única intenció d'evitar el servei militar obligatori en temps de guerra.
Mentre estudiava a la universitat St. Joseph d'Aalst, va passar la majoria de les lliçons caricaturitzant als seus professors jesuïtes en els seus quaderns. Aquests van predir que mai no conseguiria res a la vida. Com a acte de venjança, Morris va modelar més tard les cares dels enterramorts que surten a les aventures de Lucky Luke amb l'aspecte dels seus antics educadors. Una altra influència important va ser el cinema, especialment de westerns.

### Inicis professionals
Va iniciar un curs de tècniques d'animació per correspondència que no va poder acabar per les dificultats del correu en temps de la II Guerra Mundial. Degut també a la guerra les companyies nord-americanes d'animació havien deixat la distribució dels seus productes, fet que va aprofitar la CBA (Compagnie Belgue d'Actualitès) per omplir el buit del mercat. Fou en aquesta companyia on Morris, que en aquell moment tenia vint anys, es va presentar al director de l'estudi, amb les seves bones qualificacions del curs per correspondència, i va començar a treballar-hi de manera professional. En aquests estudis es feien curtmetratges inspirats en cançons populars, aquesta feina li va servir per agafar destresa en el dibuix amb pinzell, tècnica que va utilitzar al llarg de la seva carrera. Entre els seus companys de feina n'hi havia tres que més tard serien noms destacats del Còmic francobelga, André Franquin, Eddy Paape i Peyo. Quan els estudis varen fer fallida, tots tres es varen dedicar al món del còmic. El 1944 Morris va dibuixar il·lustracions per Le Moustique, Humoradio (equivalent flamenc de l'anterior) i Het Laatste Nieuws.

### A l'editorial Dupuis
Mentre treballava als estudis CBA, també havia fet algunes caricatures, il·lustracions i portades pel setmanari Le Moustique de l'editorial Dupuis. Una altra de les publicacions de l'editorial era la revista de còmic Spirou.
El 1946 va crear el personatge de Lucky Luke en una aventura anomenada Arizona 1880 que fou publicada el 7 de desembre de 1946 a Spirou Almanac 1947 d'Edicions Dupuis, sent un èxit immediat. Luke i el seu fiable cavall Jolly Jumper van ser inicialment els únics personatges recurrents. Els dibuixos van ser dissenyats específicament per fer-los aptes per a l'animació. Els personatges no només eren més arrodonits del que ho serien posteriorment, sinó que fins i tot tenien quatre dits a cada mà, com molts dels personatges del cinema d'animació.
El 1947, la història La Mina d'Or de Dick Digger va aparèixer al setmanari Spirou, on Morris es va convertir aviat en un dels principals artistes de la revista i en un dels autoanomenats "La bande des quatre" (el grup dels quatre), amb Jijé, André Franquin i Will. No treballava a la casa de Jijé, contràriament als altres dos, però els quatre es van fer molt bons amics, estimulant-se artísticament mútuament.

### Als Estats Units
El 1948, Franquin i Jijé van viatjar als Estats Units i Mèxic. Oficialment, volien trobar inspiració per a noves històries, especialment Morris, que feia moltes fotografies i esbossos de fons de prats i desertos. Però Morris també esperava en secret conèixer a Disney i convèncer-lo de convertir la seva historieta en un dibuix animat.
A partir de 1949, la sèrie serà publicada en àlbums. Morris continuava als Estats Units on va conèixer Jack Davis i Harvey Kurtzman i va ser testimoni del naixement de la revista MAD el 1952. L'estil caricaturesc i enèrgic de les paròdies de MAD tindrien una enorme influència en Lucky Luke. Mentre era als Estats Units, Morris va oferir les il·lustracions de Puffy Plays Baseball (1954, amb text de Mary Taylor), un llibre infantil de la sèrie Little Owl Books, la resposta de Cross Publications de Nova York als populars Little Golden Books publicat per Simon & Shuster.
Als Estats Units també va conèixer René Goscinny, qui també viatjava pels Estats Units per intentar entrar al negoci de l'animació, i va compartir un estudi amb el dissenyador Kurtzman i John Severin.

### Tornada a Europa

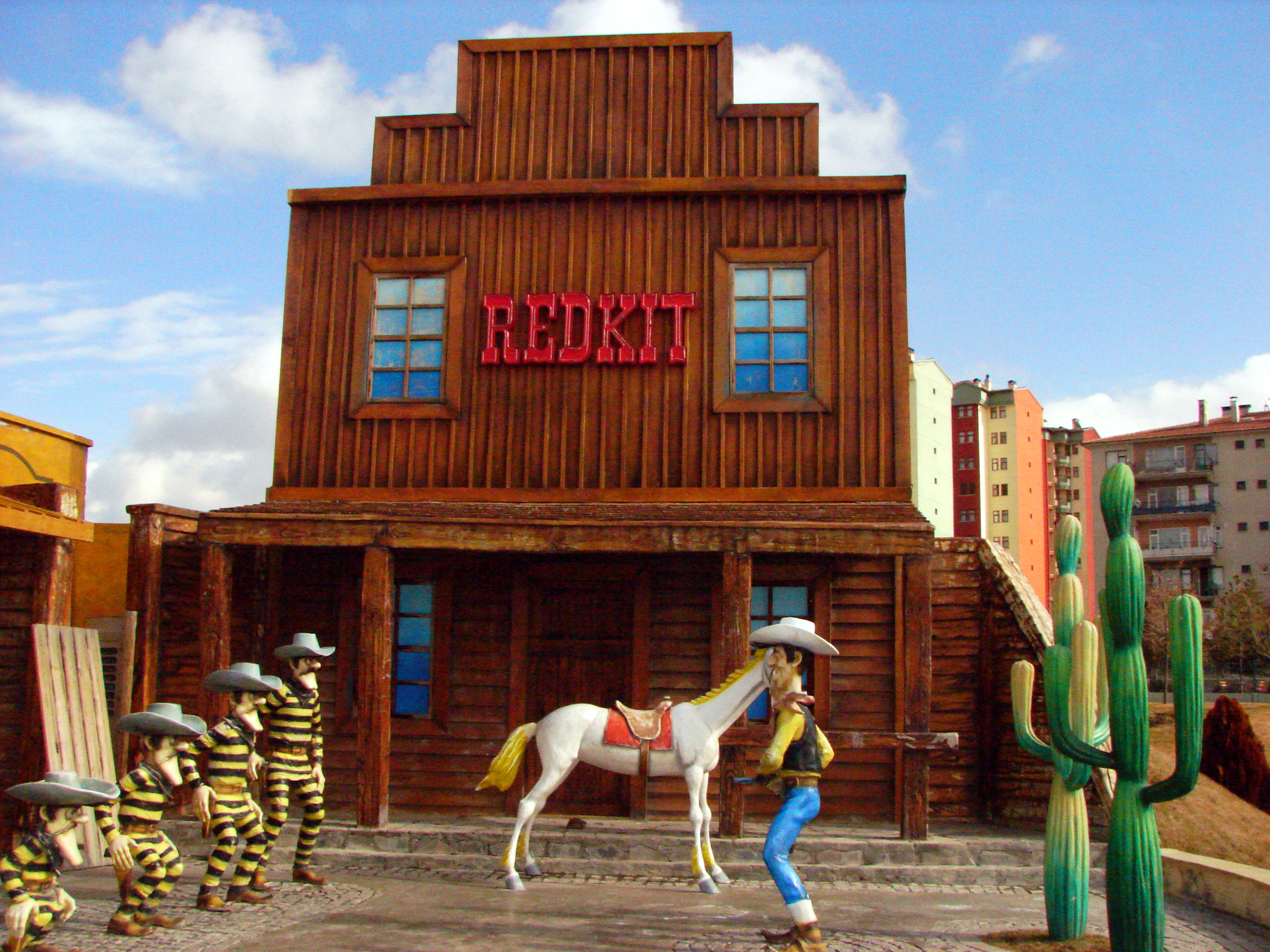
els personatges de Lucky Luke a un parc d'atraccions d'Ankara.

A partir de 1955, Morris, a qui li agradava menys el treball d'escriptor i prefereix centrar-se en el dibuix, va confiar en Goscinny l'escriptura dels guions de Lucky Luke, tot i que al principi de manera anònima. El seu primer àlbum conjunt va aparèixer a Spirou a l'agost de 1955 amb el títol Des rails sur la prairie. Van treballar junts en 35 àlbums, fins a la mort de Goscinny el 1977. Aquest període sovint és considerat l'edat d'or de Luck Luke.
Gràcies a Goscinny, els personatges es van anar formant més. Luke es va transformar en un pistoler inhumanament ràpid, "capaç de disparar més ràpid que la seva pròpia ombra". Jolly Jumper es va convertir en observador i comentarista sarcàstic. Inspirat per una colla de bandits del segle xix, anomenats els Dalton i l'adaptació cinematogràfica de George Marshall When the Daltons Rode (1940) Morris va fer que Luke es trobés amb els Dalton a l'àlbum Hors-la-loi (1951). Al final de la història eren executats, però l'artista va veure el seu potencial. En una història posterior, Les Cousins Dalton (1957, publicada en àlbum el 1958), van tornar, però en la forma dels seus cosins idèntics. Cada germà va rebre el seu propi comportament individual. Joe, de mida nana, és el líder agressiu i temperat de la colla. Jack i William, cada un amb un cap més alt, actuen com a veu de la raó. Averell, el més alt dels quatre, és també el més estúpid i famolenc. Van esdevenir les principals nèmesis de Luke. A Sur La Piste de Dalton (1960) va debutar un altre personatge popular: el gos de la presó Rantanplan (també escrit a voltes Ran-Tan-Plan) el nom de la qual parodiava el famós gos de cinema Rin Tin Tin. Rantanplan és el gos més atordit de l'oest americà, que no pot adonar-se mai del que està passant al seu voltant i és completament detestat per Jolly Jumper.
Goscinny també va transformar Lucky Luke en una intel·ligent paròdia del gènere western. Hi surten tots els estereotips: tiradors extremadament ràpids (com el propi Luke, que dispara "més ràpid que la seva pròpia ombra"), jugadors descuidats que són freqüentment enquitranats i emplomats, multituds alegrement disposades a linxar, enterradors macabres, nadius nord-americans monosíl·làbics que cometen errors ortogràfics quan envien senyals de fum, propietaris xinesos d'empreses de rentat de roba, treballadors afroamericans, mexicans fent la migdiada, temibles malfactors i la cavalleria a cavall per salvar el dia. A Morris mai li van agradar als westerns realitzats després de 1970, quan molts dels estereotips antics van ser eliminats per la correcció política, el realisme i un enfocament més històricament precís del salvatge oest. Es va referir als westerns més antics, tot i que el públic més jove sovint mai no ha vist aquestes imatges i, per tant, no era tan procliu a reconèixer els tòpics anteriorment associats al gènere.
El 1962, Morris va actuar en una pel·lícula amb el pintor belga Guy Huygens: The Western American Passion, de Jean Delire i Maurici Beerblock per a la R.T.B. (RTBF) (premiat a Anvers com millor pel·lícula belga).
De 1964 a 1967, Morris i Pierre Vankeer realitzen La Chronique du 9ème Art, així com algunes històries breus, publicades a Spirou.

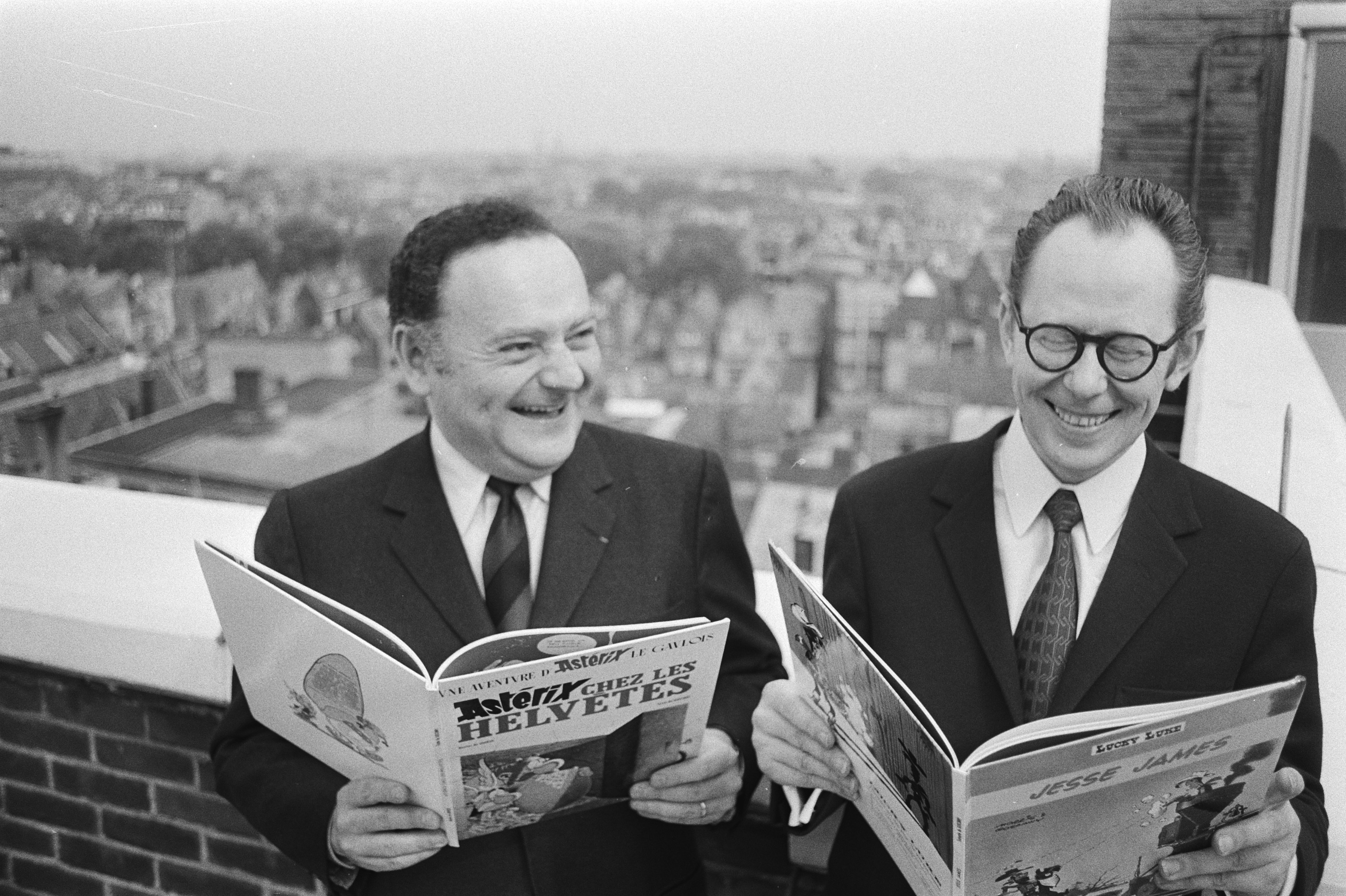
Goscinny i Morris el 1971.

Lucky Luke va topar sovint amb la censura. Els editors van considerar que la sèrie era massa violenta per als lectors joves. En algunes de les primeres històries, Luke realment assassina a alguns dels seus oponents a sang freda, com Phil Defer a Lucky Luke contre Phil Defer (1956) i a Bob Dalton a Hors-la-loi (1954). Aquests segments es van suavitzar abans de la seva publicació a Spirou, o per a les publicacions del seu àlbum. Arribà al punt que els propietaris de Dupuis creien que els revòlvers haurien d'utilitzar-se el menys possible, força improbable en una sèrie de western.

### A Dargaud
El 1968, Morris i Goscinny van deixar Dupuis i Spirou i es van unir a Dargaud, on Lucky Luke va gaudir de noves aventures a la revista Pilote de la pròpia revista de Goscinny. Amb una llibertat més creativa, els tirotejos van tornar a ser més destacats. Un altre element nou van ser les dones ballarines sexualitzades als salons. Dargaud va treure una publicació mensual Lucky Luke, de dotze números, des de març de 1974 fins a febrer de 1975. Un altre intent de fer una revista Lucky Luke va ser realitzat el juny de 1994 per Semic, però va acabar després del vuitè número del gener de 1995. El juny de 2014, Mondadori va llançar una revista trimestrial.

### Després de Goscinny
Després de la mort de Goscinny, Morris va escollir altres guionistes com Xavier Fauche, Bob de Groot, Jean Léturgie, Lo Hartog Van Banda, Vicq, Guy Vidal, i altres, utilitzant alternativament els serveis d'un o altre segons els àlbums.
El 1983, Lucky Luke deixa de fumar i canvia el seu cigarret per una branqueta. El 7 d'abril de 1988, a Ginebra, Morris és guardonat per l'OMS (Organització Mundial de la Salut) al Dia Mundial sense cigarrets.
El 1987, crea la sèrie Rantanplan (el gos estúpid que acompanya Lucky Luke) escrit per Xavier Fauche i Jean Léturgie, dibuixat per Michel Janvier que alternarà els llapis amb Vittorio Leonardo des de 1993.
El 1990 fundà Lucky Productions (actualment Lucky Comics), en col·laboració amb Dargaud.
El 27 de juny de 1992 va rebre el Gran Premi Especial del 20è aniversari del Festival Internacional de Còmic d' Angoulême.
El 16 de juliol de 2001, va morir a Brussel·les d'una embòlia cerebral després d'una caiguda accidental.
Morris és un dels pocs autors de còmics del que tota la seva obra gira al voltant d'un únic heroi. L'única història de Morris que no es troba a l'univers de Lucky Luke, ni tan sols en l'entorn de l'oest americà, és Du raisiné sur les bafouilles, una petita història de gàngsters escrita per René Goscinny i publicada en francès el 1956 a The Hedgehog. Els autors planejaven donar un seguiment a aquesta història llançant una nova sèrie, però la idea va ser abandonada.

## Estil
Morris va utilitzar un estil de dibuix senzill però eficaç. Va aplicar tècniques cinematogràfiques dinàmiques i colors atmosfèrics en el seu disseny. També va fer moltes investigacions per donar als antecedents un aspecte històricament acurat, combinat amb cameos de llegendes del Wild West i actors de Hollywood. Tots aquests esforços van donar a Lucky Luke l'aspecte d'una autèntica pel·lícula de vaquers, i al seu torn ha inspirat pel·lícules (tant animades com en directe), sèries de TV, cançons i videojocs de Lucky Luke.
La coloració de Morris també era notable. Morris sovint coloreja personatges sencers o fons vermells, blaus o grocs, donant la seva profunditat i enfocament als panells, igual que ho va fer Marie Severin en la seva coloració per a EC Comics. Acompanyat del seu estilitzat i esquemàtic estil de dibuix, les pàgines de Lucky Luke són molt ordenades i llegibles. Això també es veu als dissenys de cobertes dels àlbums, que destaquen per la seva simplicitat, sovint amb només un o dos personatges amb fons en un color a la vista.
Tot i així, mai no va ser gaire artístic ni seriós. Morris va insistir a mantenir el seu estil gràfic senzill, de manera que no hauria de perdre massa temps en els detalls. Mentre feia investigacions sobre el període, va preferir retratar una versió caricaturesca del Far West, basant-se en el nombre de persones que se l'imaginaven d'aquesta manera, en lloc d'escarrassar-se per obtenir una precisió històrica completa. Va donar sovint als personatges les imatges d'estrelles de cinema famoses. El actor flegmàtic de westerns Gary Cooper va inspirar al protagonista heroic de Luke. Altres actors caricaturitzats van ser Jack Palance (Lucky Luke contre Phil Defer, 1956), James Coburn (En remontant le Mississippi, 1961), Randolph Scott (Le Vingtième de Cavalerie, 1965), David Niven (Calamity Jane) ', 1967), Wallace Beery i Alfred Hitchcock (La Diligence, 1968), Mae West (Dalton City, 1969, Western Circus, 1970, Sarah Bernhardt 1982), Lee Van Cleef (Chasseur de Primes, 1972), W. C. Fields (Western Circus, 1970) i Louis de Funès (Le Bandit Manchot, 1981). De vegades fins i tot va donar als seus col·legues un cameo, com René Goscinny (Pete a Lucky Luke contre Joss Jamon, 1958), Victor Hubinon (Barry Blunt a À l'ombre des derricks, 1962) i Albert Uderzo (Le Pied-tendre, 1968).

## Premis i reconeixement
- 1972 : Grand prix Saint-Michel
- 1980 : Grand prix Betty Boop, Hyères
- 1988 : Medalla de l'Organització Mundial de la Salut
- 1991 : Chevalier de l'ordre de Leopold
- 1992 : Gran premi especial del 20è anniversari del Festival international de la bande dessinée d'Angoulême
- 1996 : Ciutada d'honor de Waterloo

## Influència
Mentre el seu col·lega Franquin ha inspirat clarament una àmplia gamma d'artistes, és més difícil identificar els seguidors directes de Morris. Les influències de l'estil de Morris es poden trobar a l'obra de Didier Conrad (per exemple, en la seva sèrie Donito), Marcel Remacle, Mazel, Conz i fins i tot Jacques Tardi, mentre que el mètode de coloració de Morris apareix també a Elsje, tira de Gerben Valkema. L'artista Henk Albers i l'escriptor Jan van Gelderen van poder fer De Wereld van Lucky Luke ('El món de Lucky Luke'), una sèrie educativa sobre el salvatge oest, per a la revista holandesa Pep. Albers també va treballar amb el guionista Yvan Delporte en quatre reelaboracions de contes de fades amb personatges de Lucky Luke per a la revista mensual Lucky Luke el 1974.
Altres fans cèlebres de Lucky Luke han estat l'actor Tom November, el còmic Laurent Gerra (que va esdevenir el guionista de Lucky Luke el 2004), l'economista Jacques Attali i el ministre francès d'Afers Exteriors (1997-2002) Hubert Védrine. El gener del 2005, el primer ministre turc Turgut Özal va afirmar que "només llegia Lucky Luke".
Una altra part del llegat de Morris és el terme "Novè Art", una manera prestigiosa de referir-se al mitjà de còmic. Entre 1964 i 1967, Morris i Pierre Vankeer van fer una secció per a la revista Spirou anomenada 'Le Neuvième Art', en la qual van presentar el món dels còmics nord-americans. Tot i que la frase havia aparegut en un article de Claude Beylie per a La Vie Médicale vuit mesos abans del primer article de Morris i Vankeer, la seva creació s'atribueix generalment a Morris. El nombre "nou" fa referència a les altres vuit formes d'art existents anteriorment: arquitectura (1), escultura (2), pintura (3), dansa (4), música (5), poesia (6), cinema (7) i televisió (8).